# 谢高华
谢高华（1931年12月17日—2019年10月23日），浙江衢州人，曾任浙江省衢州市人大常委会原副主任、义乌县委书记、第八届全国人民代表大会代表。由於他在中國改革開放初期創建義烏小商品市場、催生浙江工商業市場化發展的貢獻，2018年12月18日荣获改革先锋称号。